# Sidamaria
Sidamaria (Σιδαμαρια [?]) war eine antike Stadt in Lykaonien, beim heutigen Dorf Ambar (früher Anbar oder Anbar arasi) im Landkreis Ayrancı, Provinz Karaman.
Der antike Name ist aus einer 129 n. Chr. zu datierenden inschriftlichen Weihung eines Bades an Hadrian erschlossen und einzig dort belegt. Ferner fanden sich dort eine Ehreninschrift für Julia Domna sowie weitere Inschriften, darunter frühbyzantinische Grabinschriften.
Am Rande des heutigen Dorfes befindet sich ein natürlicher Hügel, auf dem Reste von Mauern beobachtet wurden. Ferner finden sich dort mehrere Felsgräber.
Bei Sidamaria wurde der sogenannte Sidamara-Sarkophag aus dem mittleren 3. Jahrhundert gefunden, der erstmals 1875 von dem Reisenden E. J. Davies erwähnt wurde, 1898 wiedergefunden wurde und sich seit 1901 im Archäologischen Museum in Istanbul befindet. Der Sarkophag war zeitweise namengebend für die Gruppe der kleinasiatischen Säulensarkophage („Sidamara-Sarkophage“). 